# Jelena Lozanić
Jelena Lozanić Frotingam (Beograd, 12. mart 1885 — 6. februar 1972) bila je sekretar Srpskog ženskog narodnog saveza, veliki borac za prava žena, bolničarka u Balkanskom ratu, član Kola srpskih sestara i predstavnica Crvenog krsta Kraljevine Srbije za vreme Prvog svetskog rata u Americi.

## Život i karijera
Rodila se u porodici Lozanić, od oca Sime i majke Stanke, rođena Pačić, poreklom iz porodice Vučić-Perišić, velikih humanitarac. Njen otac Sima Lozanić (1847–1935) bio je hemičar, profesor Velike škole, prvi rektor Beogradskog univerziteta, član Srpskog učenog društva i Srpske kraljevske akademije i njen predsednik, ministar poljoprivrede i inostranih dela, poslanik Kraljevine Srbije u Londonu, član Srpske vojne misije. U takvoj porodici Jelena Lozanić je brzo odrasla u ne samo znatiželjnu, visprenu i inteligentnu osobu, već i u istrajnu, plemenitu i hrabru ženu, koja će te svoje sposobnosti iskazati 1910. godine kao sekretar Srpskog ženskog narodnog saveza i na kongresu Međunarodnog saveta žena u Kopenhagenu, gde se borila za prava žena.
Nakon što je izbio Balkanski rat, Jelena se pridružuje Kolu srpskih sestara kao bolničarka. Negovala je ranjenike u sanatorijumu „Vračar”, i sate provodila brinući o ratnoj siročadi.
Po izbijanju Prvog svetskog rata, njeno dobročiniteljstvo se nastavlja i ona kao predstavnica Crvenog krsta Kraljevine Srbije odlazi 1915. godine u Ameriku, gde je od 1915. do 1920. godine sakupljala pomoć za otadžbinu. Njen muž je postao jedan od najvećih dobrotvora prema Srbima. Pružio je milionsku pomoć, a Jelena je širom Amerike vršila najživlju i najplemenitiju propagandu. Delfa Ivanić je u Rijeci primila poslanu pomo iz Amerike. U Čačku je Jeleninim nastojanjima osnovan dom ra zatnu siročad, koji je izdravan od tih priloga i te pomoći, kao i sam Crveni krst.
Jelena je to shvatila kao životnu misiju, što je i zabeležila u dnevniku koji je vodila, a koji je 1970. godine objavilo Udruženje nosilaca albanske spomenice. Bila su to zapravo njena pisma, pisana sestri Ani i roditeljima u Srbiji, u kojima je opisivala život koji je, a da nije mogla da pretpostavi, počela da vodi na drugom kontinentu.
Kada je između Jelene i Džon Frotingham planula ljubav, ona je tu ljubav 1921. godine ozvaničili pred oltarom ruske crkve u Njujorku, a kruna ljubavi bila je devojčica Ana. Porodica Lozanić-Frotingam je do 1935. godine živela na jugu Francuske, odakle ja sve vreme pomagala deci u Srbiji.
Kada su, u istoj godini, umrli Jelenin otac i muž, ona se sa ćerkom Anom preselila u Ameriku.
Po izbijanju Drugog svetskog rata Jelena je aktivno učestvovala u osnivanju Odbora američkih prijatelja Jugoslavije, preteče Ujedinjenog jugoslovenskog fonda za pomoć.
Do kraja svog života bila je predana svojoj humanitarnoj misiji. Preminula je 6. februara 1972. godine u Francuskoj.

## Odlikovanja
- Orden Belog orla
- Orden Svetog Save

## Literatura
- Djordjevic, Ana (n.d). „Head shot of painter Ana Marinković”. gams.uni-graz.at. Graz, Austria: University of Graz. Архивирано из оригинала 9. 1. 2019. г. Приступљено 9. 1. 2019.
- Dušanić, Dunja (јул 2012). „Јелена Лозанић Фротингхам” [Jelena Lozanić Frotingham [sic]]. knjizenstvo.etf.bg.ac.rs. Belgrade, Serbia: University of Belgrade. Архивирано из оригинала 22. 10. 2015. г. Приступљено 9. 1. 2019.
- Hoogenboom, Olive (1987). „Lathrop, John Howland (1880-1967)”. Harvard Square Library. Brooklyn, New York: First Unitarian Church of Brooklyn. Архивирано из оригинала 26. 12. 2018. г. Приступљено 11. 1. 2019.
- Losanitch, Ellen (4. 2. 1913). Letter from Ellen [Helène] Losanitch to 'Mademoiselle' (Извештај) (на језику: French). Budapest, Hungary: National Archives of Hungary. Feministák Egyesülete [Feminist Association], Box 25 Folder 50. Приступљено 10. 1. 2019 — преко ASP: Women and Social Movements.
- Pješčić, Gordana Bekčić (30. 4. 2011). „Šta je u stvari rodoljublje?” [What actually is patriotism?]. Republika. св. 1 бр. 498–499. Belgrade, Serbia. Архивирано из оригинала 19. 7. 2016. г. Приступљено 10. 1. 2019.
- Rebic, Aleksandra (25. 6. 2010). „Dr. Michael I. Pupin pledged all his worldly possessions and stood to lose all that he had...”. Heroes of Serbia. Chicago, Illinois. Архивирано из оригинала 23. 1. 2018. г. Приступљено 10. 1. 2019.
- „1925 New York State Census: Greenburgh, Westchester County, New York”. FamilySearch. Albany, New York: New York State Archives. 1925. стр. 17. line 38. Приступљено 11. 1. 2019.
- „1940 U.S. Federal Census: Greenburgh, Westchester County, New York”. FamilySearch. Washington, D.C.: National Archives and Records Administration. 1940. стр. 61A. NARA microfilm series #T627, roll #2804, line 8-12. Приступљено 11. 1. 2019.
- „Bride of the Day”. The Daily News. New York, New York. 4. 1. 1921. стр. 31. Приступљено 10. 1. 2019 — преко Newspapers.com.
- „Daughter of Former Serbian Envoy Decorated”. The New York Tribune. New York, New York. 7. 6. 1920. стр. 7. Приступљено 10. 1. 2019 — преко Newspapers.com.
- „Here in Interests of War Victims”. The Los Angeles Times. Los Angeles, California. 2. 5. 1920. стр. 15. Приступљено 10. 1. 2019 — преко Newspapers.com.
- „History of the Faculty of Chemistry”. chem.bg.ac.rs. Belgrade, Serbia: University of Belgrade. фебруар 2011. Архивирано из оригинала 9. 1. 2019. г. Приступљено 9. 1. 2019.
- „J. W. Frothingham, Patron of Music, Is Dead in France”. The Brooklyn Daily Eagle. Brooklyn, New York. 23. 11. 1935. стр. 11. Приступљено 10. 1. 2019 — преко Newspapers.com.
- „Mr. John W. Frothingham Engaged”. Brooklyn Life. Brooklyn, New York. 11. 12. 1920. стр. 8. Приступљено 10. 1. 2019 — преко Newspapers.com.
- „New York Passenger Lists: Inbound Passengers from Le Harve”. FamilySearch. Washington, D.C.: National Archives and Records Administration. 19. 12. 1948. FHL microfilm series # T715, roll #7689, list 8, line 7-8. Приступљено 11. 1. 2019.
- „New York Passenger Lists: Inbound Transcontinental Air Passengers from Paris”. FamilySearch. Washington, D.C.: National Archives and Records Administration. 18. 9. 1950. FHL microfilm series # T715, roll #7890, line 23-24. Приступљено 11. 1. 2019.
- „She Asks Seed Grain for her Native Serbia”. The Fort Scott Daily Tribune-Monitor. Fort Scott, Kansas. 17. 2. 1915. стр. 3. Приступљено 10. 1. 2019 — преко Newspapers.com.
- „The Story of the Serbians”. The Ottawa Citizen. Ottawa, Ontario, Canada. 11. 10. 1915. стр. 11. Приступљено 10. 1. 2019 — преко Newspapers.com.

.

## Spoljašnje veze
Медији везани за чланак Jelena Lozanić на Викимедијиној остави

- Jelena Lozanić Frotingham Архивирано на веб-сајту  (7. новембар 2017) — knjizenstvo.etf.bg.ac.rs